# Zoppola
Zoppola là một đô thị ở tỉnh Pordenone trong vùng Friuli-Venezia Giulia, có cự ly khoảng 90 km về phía tây bắc của Trieste và khoảng 9 km về phía đông của Pordenone. Tại thời điểm ngày 31 tháng 12 năm 2004, đô thị này có dân số 8.231 người và diện tích là 45,4 km².
Đô thị Zoppola có 10 frazioni (các đơn vị cấp dưới, chủ yếu là các làng) Castions di Zoppola, Cusano, Murlis, Orcenico Inferiore, Orcenico Superiore, Ovoledo, Poincicco, Policreta, Cevraia và Ponte Meduna.
Zoppola giáp các đô thị: Arzene, Casarsa della Delizia, Cordenons, Fiume Veneto, Pordenone, San Giorgio della Richinvelda.

## Thành phố kết nghĩa
- Tonneins, Pháp, từ năm 1981
- Sankt Georgen am Längsee, Áo, từ năm 1996